# Ivo Vinco
Ivo Vinco (Bosco Chiesanuova, 8 novembre 1927 – Verona, 8 giugno 2014) è stato un basso italiano.

## Biografia
Studiò prima al Liceo Musicale di Verona, quindi all'Accademia del Teatro alla Scala di Milano con Ettore Campogalliani. Debuttò nel 1954 a Verona come Ramfis nell'Aida. Apparve successivamente nei maggiori teatri italiani: Milano, Roma, Napoli, Torino, Venezia, Bologna, Palermo, Parma, Firenze.
All'estero cantò a Vienna, Monaco di Baviera, Berlino, Amburgo, Mosca, Parigi, Monte Carlo, Barcellona, Lisbona, Spalato, Città del Messico, Buenos Aires, New York (Metropolitan), Chicago, San Francisco.
Si esibì in gran parte dei ruoli più importanti del repertorio dell'opera italiana: Don Basilio (Il barbiere di Siviglia), Oroveso (Norma), Raimondo (Lucia di Lammermoor), Sparafucile (Rigoletto), Ferrando (Il trovatore), Fiesco (Simon Boccanegra), Padre Guardiano (La forza del destino), Grande Inquisitore (Don Carlo), Alvise (La Gioconda).
Fu sposato col mezzosoprano Fiorenza Cossotto. Era zio paterno del basso Marco Vinco.

## Repertorio
| Ruolo                                                 | Titolo                   | Autore       |
| ----------------------------------------------------- | ------------------------ | ------------ |
| Lorenzo                                               | I Capuleti e i Montecchi | Bellini      |
| Conte Rodolfo                                         | La sonnambula            | Bellini      |
| Oroveso                                               | Norma                    | Bellini      |
| Sir Giorgio                                           | I puritani               | Bellini      |
| Conte Tomskij                                         | La dama di picche        | Čajkovskij   |
| Inigo                                                 | L'osteria portoghese     | Cherubini    |
| Principe di Bouillon                                  | Adriana Lecouvreur       | Cilea        |
| Enrico VIII                                           | Anna Bolena              | Donizetti    |
| Dulcamara                                             | L'elisir d'amore         | Donizetti    |
| Raimondo Bidebent                                     | Lucia di Lammermoor      | Donizetti    |
| Baldassarre                                           | La favorita              | Donizetti    |
| Bartolo                                               | Le nozze di Figaro       | Mozart       |
| Cosma Iona di Midia                                   | La figlia di Jorio       | Pizzetti     |
| Alvise Badoéro                                        | La Gioconda              | Ponchielli   |
| Colline                                               | La bohème                | Puccini      |
| Jake Wallace                                          | La fanciulla del West    | Puccini      |
| Messer Amantio Di Nicolao Maestro Spinelloccio Simone | Gianni Schicchi          | Puccini      |
| Timur                                                 | Turandot                 | Puccini      |
| Conte Asdrubale                                       | La pietra del paragone   | Rossini      |
| Filiberto                                             | Il signor Bruschino      | Rossini      |
| Don Basilio                                           | Il barbiere di Siviglia  | Rossini      |
| Zaccaria                                              | Nabucco                  | Verdi        |
| Araldo Banco                                          | Macbeth                  | Verdi        |
| Sparafucile                                           | Rigoletto                | Verdi        |
| Ferrando                                              | Il trovatore             | Verdi        |
| Jacopo Fiesco                                         | Simon Boccanegra         | Verdi        |
| Padre Guardiano                                       | La forza del destino     | Verdi        |
| Grande Inquisitore                                    | Don Carlo                | Verdi        |
| Ramfis                                                | Aida                     | Verdi        |
| Pistola                                               | Falstaff                 | Verdi        |
| Un eremita                                            | Der Freischütz           | Weber        |
| Simon                                                 | I quatro rusteghi        | Wolf-Ferrari |

## Discografia

### Incisioni in studio
| Anno | Titolo Ruolo                          | Cast                                                                       | Direttore            | Casa                |
| ---- | ------------------------------------- | -------------------------------------------------------------------------- | -------------------- | ------------------- |
| 1959 | La Gioconda Alvise Badoéro            | Maria Callas, Piero Cappuccilli, Fiorenza Cossotto                         | Antonino Votto       | Columbia/EMI        |
|      | Le nozze di Figaro Bartolo            | Giuseppe Taddei, Anna Moffo, Elisabeth Schwarzkopf, Fiorenza Cossotto      | Carlo Maria Giulini  | EMI                 |
|      | Lucia di Lammermoor Raimondo Bidebent | Renata Scotto, Giuseppe Di Stefano, Ettore Bastianini                      | Nino Sanzogno        | Ricordi             |
| 1960 | Rigoletto Sparafucile                 | Ettore Bastianini, Renata Scotto, Alfredo Kraus, Fiorenza Cossotto         | Gianandrea Gavazzeni | Ricordi             |
| 1961 | Don Carlo Il Grande Inquisitore       | Flaviano Labò, Antonietta Stella, Boris Christoff, Fiorenza Cossotto       | Gabriele Santini     | Deutsche Grammophon |
| 1962 | Il trovatore Ferrando                 | Carlo Bergonzi, Antonietta Stella, Fiorenza Cossotto                       | Tullio Serafin       | Deutsche Grammophon |
| 1963 | Rigoletto Sparafucile                 | Dietrich Fischer-Dieskau, Renata Scotto, Carlo Bergonzi, Fiorenza Cossotto | Rafael Kubelík       | Deutsche Grammophon |
| 1964 | La bohème Colline                     | Gianni Raimondi, Mirella Freni, Rolando Panerai                            | Herbert von Karajan  | Cetra               |

### Registrazioni dal vivo
- La pietra del paragone, con Fiorenza Cossotto, Silvana Zanolli, Eugenia Ratti, Alvino MIsciano, Renato Capecchi, dir. Nino Sanzogno - La Scala 1959 ed. Cetra
- La favorita, con Fiorenza Cossotto, Luigi Ottolini, Piero Guelfi, dir. Nino Sanzogno - RAI-Torino 1960 ed. Movimento Musica
- L'elisir d'amore, con Renata Scotto, Giuseppe Di Stefano, Giulio Fioravanti, dir. Gianandrea Gavazzeni - Bergamo 1961 ed. Movimento Musica/Paragon
- La forza del destino, con Marcella De Osma, Flaviano Labò, Piero Cappuccilli, Fiorenza Cossotto, dir. Ottavio Ziino - Fidenza 1961 ed. Bongiovanni
- Nabucco, con Ettore Bastianini, Mirella Parutto, Luigi Ottolini, Anna Maria Rota, dir. Bruno Bartoletti - Firenze 1961 ed. GOP/Myto
- Il trovatore, con Franco Corelli, Antonietta Stella, Fiorenza Cossotto, Ettore Bastianini, dir. Gianandrea Gavazzeni - La Scala 1962 ed. Myto
- La bohème, con Mirella Freni, Gianni Raimondi, Rolando Panerai, Edda Vincenzi, dir. Herbert von Karajan - La Scala 1963 ed. Cetra
- La bohème, con Mirella Freni, Gianni Raimondi, Rolando Panerai, Hilde Gueden, dir. Herbert von Karajan - Vienna 1963 ed. RCA
- Il trovatore, con Carlo Bergonzi, Gabriella Tucci, Piero Cappuccilli, Giulietta Simionato, dir. Gianandrea Gavazzeni - Mosca 1964 ed. Nuova Era/Opera D'Oro
- Norma, con Maria Callas, Gianfranco Cecchele, Giulietta Simionato, dir. Georges Prêtre - Parigi 1965 ed. Melofram/Eklipse
- Norma, con Leyla Gencer, Gastone Limarilli, Fiorenza Cossotto, dir. Oliviero De Fabritiis - Losanna 1966 ed. Myto
- La Gioconda, con Elena Souliotis, Renato Cioni, Giangiacomo Guelfi, Fiorenza Cossotto, dir. Nino Sanzogno - Chicago 1966 ed. Lyric Distribution
- Aida, con Gabriella Tucci, Flaviano Labò, Fiorenza Cossotto, Aldo Protti, dir. Fernando Previtali - Venezia 1970 ed. Mondo Musica
- La Favorita, con Fiorenza Cossotto, Luigi Ottolini, Mario Sereni, dir. Nino Sanzogno - RAI-Roma 1970 ed. Opera Lovers/Fiori
- Norma, con Montserrat Caballé, Bruno Prevedi, Fiorenza Cossotto, dir. Carlo Felice Cillario - Barcellona 1970 ed. Melodram
- Norma, con Montserrat Caballè, Gianni Raimondi, Fiorenza Cossotto, dir. Gianandrea Gavazzeni - La Scala 1972 ed. GOP/Myto
- Aida (DVD), con Oriana Santunione, Carlo Bergonzi, Fiorenza Cossotto, Giampiero Mastromei, dir. Oliviero De Fabritiis - Verona 1973 ed. VAI

## Videografia
- Il barbiere di Siviglia, con Sesto Bruscantini, Fiorenza Cossotto, Luigi Alva, Fernando Corena, dir. Nino Sanzogno - RAI 1968